# Raymondville (Missouri)
Raymondville è un villaggio degli Stati Uniti d'America, situato nello Stato del Missouri, nella contea di Texas.